# Erdem Şen
Erdem Şen (* 5. Januar 1989 in Brüssel) ist ein belgisch-türkischer ehemaliger Fußballspieler. 

## Karriere

### Belgien
Erdem Şen, in Brüssel geboren, begann seine Karriere als Fußballspieler beim FC Kreuzlingen in der Schweiz. Zur Saison 2010/11 kehrte er nach Belgien zurück und spielte eine halbe Saison für den ROC Charleroi-Marchienne. 

### Türkei
Im Januar 2011 ging er in die Türkei zum Zweitligisten Çaykur Rizespor. Şen verließ den Verein ohne eine Spielminute zu spielen und unterschrieb beim Ligakonkurrenten Giresunspor.
Ab der Saison 2012/13 stand er bei Samsunspor unter Vertrag. Nach zwei Jahren für Samsunspor zog er im Sommer 2014 zum Erstligisten Gaziantepspor weiter. Hier spielte er bis zum April 2016 und verließ anschließend vorzeitig den Klub.

### Portugal
Im Sommer 2016 wechselte  zum portugiesischen Marítimo Funchal und war hier zwei Spielzeiten lang aktiv.

### Türkei II
Zur Saison 2018/19 wurde er vom Erstligisten MKE Ankaragücü verpflichtet.

### Portugal II
Zur Rückrunde der Saison 2018/19 wurde er vom Erstligisten GD Chaves verpflichtet.